# برونو كايزر
برونو كايزر (بالألمانية: Bruno Kaiser)‏ هو أمين مكتبة ألماني، ولد في 5 فبراير 1911 في برلين في ألمانيا، وتوفي بنفس المكان في 27 يناير 1982.